# Comuna Herning (1970-2006)
Herning (Herning Kommune) a fost o comună din comitatul Ringkjøbing Amt, Danemarca, care a existat între anii 1970-2006. Comuna avea o suprafață totală de 541,61 km² și o populație de 59.277 locuitori (în 2005), iar din 2007 teritoriul său face parte din comuna Herning.
1. ↑  Danske borgmestre 1970-2018 (PDF)